# Infectious Diseases Society of America
Die Infectious Diseases Society of America (IDSA) ist eine medizinische Organisation in den USA für Mediziner, Wissenschaftler und Mitarbeiter des Gesundheitswesens auf dem Gebiet der Infektionskrankheiten. Sie wurde 1963 gegründet (Hauptinitiator war Maxwell Finland) und hat ihren Sitz in Arlington (Virginia). Sie haben rund 9000 Mitglieder (2016).
Der Verein setzt sich für die Entwicklung neuer Antibiotika ein und begannen 2010 eine Initiative gegen Antibiotikaresistenz. Sie geben Richtlinien und Empfehlungen für Bekämpfung von Infektionskrankheiten heraus.
Die IDSA gibt die Zeitschriften Clinical Infectious Diseases, The Journal of Infectious Diseases und Open Forum Infectious Diseases heraus.
Sie vergeben als höchste Ehrung den Alexander Fleming Award (früher Bristol Award).